# Chlumecký kříž

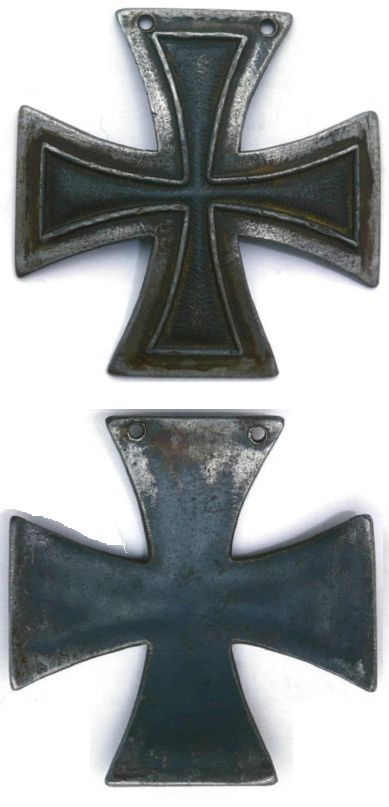
Chlumecký kříž

Chlumecký kříž, též uváděn jako Kulmský kříž, (německy Kulmer Kreuz) bylo pruské vyznamenání zřízené králem Fridrichem Vilémem III. po prusko-rusko-rakouském vítězství nad francouzským vojskem v bitvě u Chlumce (Schlacht bei Kulm).

## Historie
Pruský král Fridrich Vilém III., který v srpnu 1813 sledoval bitvu u Chlumce, oznámil, že za odolnost v boji ocení všechny ruské vojáky zúčastněné v bitvě. Avšak měl k dispozici pouze Železný kříž, vyznamenání zřízené v témže roce, které bylo určeno jen pruským poddaným za vynikající vojenské výkony. Uvědomil si, že nemůže naráz vyznamenat více než deset tisíc vojáků bez jistého znevážení Železného kříže. Železný kříž obdrželo v letech 1813–1815 okolo jedenácti tisíc Prusů, proto král založil další vyznamenání – Chlumecký kříž.
V prosinci 1813 dostala jedna z berlínských textilních továren příkaz ke zhotovení 12 000 křížů, pro jejichž výrobu měla být použita černá hedvábná stuha s bílým okrajem podložená tuhým papírem. Avšak po prozkoumání vzorků byl projekt zamítnut a byla učiněna jiná objednávka: pro vojáky železné kříže se stříbrnými a bronzovými okraji a stříbrné kříže určené důstojníkům.
První kříže byly vyrobeny z kyrysů ukořistěných francouzskými kyrysníkům; vyrobili je samotní ocenění vojáci poté, co se dozvěděli o udělení vyznamenání. Dodnes se ve sbírkách Ermitáže zachovaly dva kusy z prvních vlastnoručně vyrobených křížů. První v Berlíně vyrobené kříže přišly do Petrohradu v květnu 1815, do Ruska bylo dodáno 443 důstojnických křížů pokrytých černým smaltem a 11 120 křížů pro mužstvo (namísto smaltu byla použita černá emailová barva). V dubnu 1816 bylo na přehlídce uděleno 7131 křížů.
Velitel gardového sboru generál Miloradovič vydal tento rozkaz:
| „ | Gosudar-imperátor a spojenečtí monarchové z celé Evropy spravedlivě ocenili nepřekonatelnou odvahu, kterou ruská vojska prokázala ve slavné bitvě u Chlumce v 17. den srpna 1813. Ale Jeho Veličenstvo král Pruska si přál osobně vyjádřiti respekt k vynikajícímu výkonu vojáků, proto je odměňuje svým Železným křížem… | “ |

## Popis kříže
- Kříže mužstva o velikosti 43x43 mm byly vyraženy z jemného cínu a pokryté černou barvou s výjimkou hrany na přední straně, která byla přetřena stříbrnou barvou. V rameni kříže byly dva otvory pro přišití na uniformu.
- Důstojníci dostali kříže vyrobené z tenkého stříbra. Avers je černé barvy se stříbrnou vystupující hranou. Běžná verze má kolík na zadní straně pro upevnění na uniformu. Nicméně existuje mnoho dalších verzí vyrobených patrně na zvláštní objednávku důstojníků, protože vzhled kříže nebyl statutem upraven. Existují kříže s koulí v rozích pro přišití na uniformu,  zachovaly se exempláře různých velikostí s různým stupněm úprav.

## Statut kříže v Rusku

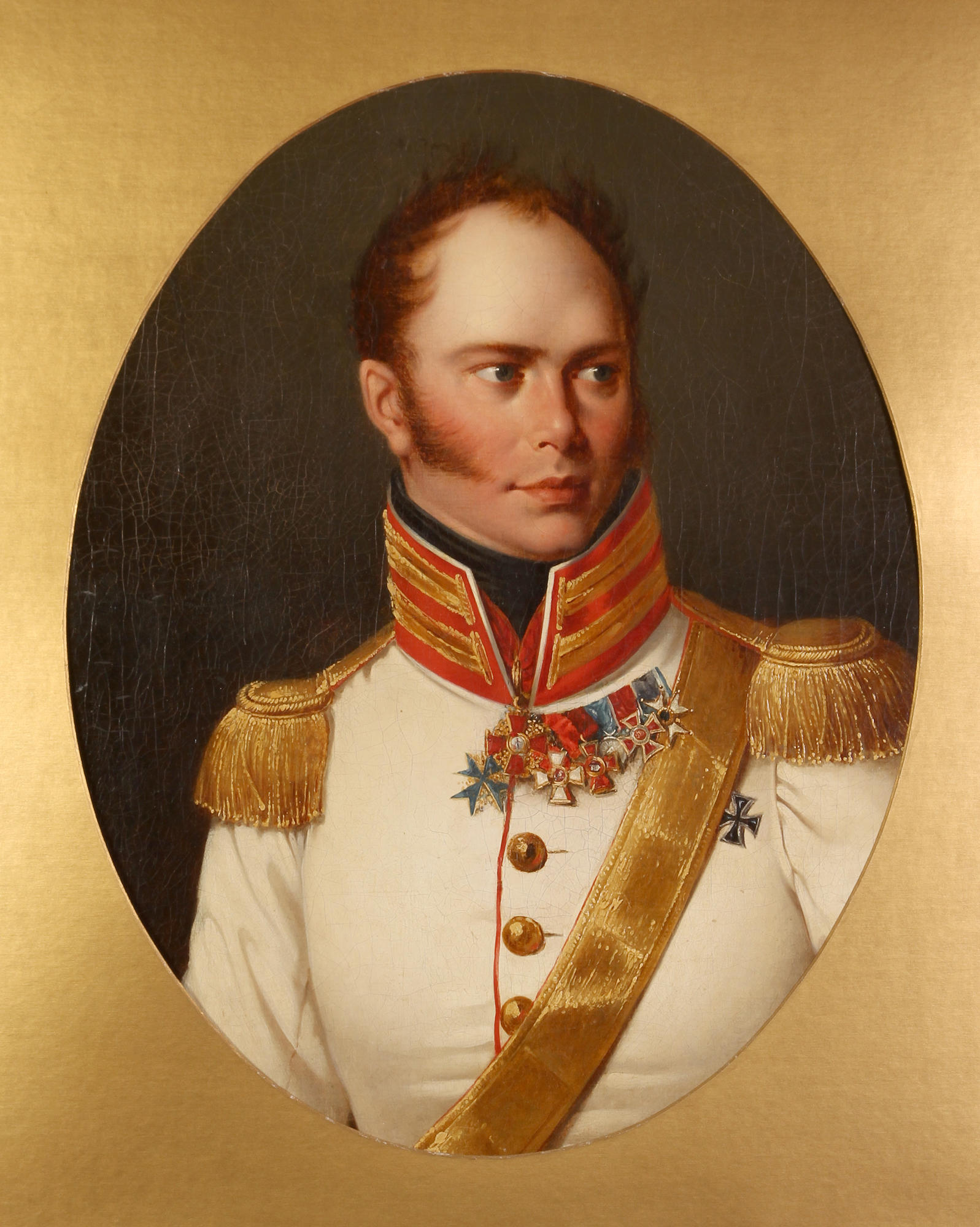
Poručík Ch. F. Soldajev, dílo neznámého autora (okolo roku 1814)

V souladu se žádostí pruské strany se Chlumecký kříž nosil na levé straně hrudi („vyznamenání budiž nošeno na levé straně uniformy stejně jako řádové hvězdy“). Podle statutu byl za všemi ruskými řády, i když v Rusku byl ceněn jako znak určité výlučnosti.

Doprovodné dokumenty vyznamenaní nedostávali. Nejistota ve statutu ocenění trvala dlouho, až roku 1827 jej Mikuláš I. postavil na roveň ruských medailí. Carským výnosem z 20. dubna 1827 stanovil: 
| „ | Objevuje se otázka, zdali mají být nižší hodnosti vyznamenané Železným křížem trestány bez soudu za lehké prohřešky fyzickými tresty? – Gosudar-imperátor ráčil určit: Pruský Železný kříž je postaven na roveň ruským medailím. | “ |

Po smrti vyznamenaných se kříže udělené spojeneckým vojákům nevracely a zůstávaly útvaru, kde zemřelí sloužili.